# Challenger de Brest 2024
El torneo Brest Challenger 2024, denominado por razones de patrocinio Brest Open Groupe Vert fue un torneo de tenis perteneció al ATP Challenger Tour 2024 en la categoría Challenger 100. Se trató de la 9ª edición; el torneo tuvo lugar en la ciudad de Brest (Francia), desde el 21 hasta el 27 de octubre de 2024 sobre pista dura bajo techo.

## Jugadores participantes del cuadro de individuales
| Preclasificado | País                            | Jugador           | Rank1 | Posición en el torneo |
| 1              | Bandera de Francia              | Hugo Gaston       | 77    | Baja                  |
| 2              | Bandera de Bosnia y Herzegovina | Damir Džumhur     | 100   | Segunda ronda         |
| 3              | Bandera de Francia              | Harold Mayot      | 103   | Primera ronda         |
| 4              | Bandera de Italia               | Mattia Bellucci   | 106   | Baja                  |
| 5              | Bandera del Reino Unido         | Billy Harris      | 110   | Segunda ronda         |
| 6              | Bandera de Kazajistán           | Mikhail Kukushkin | 111   | Cuartos de final      |
| 7              | Bandera de Serbia               | Laslo Djere       | 113   | Primera ronda         |
| 8              | Bandera de Finlandia            | Otto Virtanen     | 116   | CAMPEÓN               |

- 1 Se ha tomado en cuenta el ranking del 14 de octubre de 2024.

### Otros participantes
Los siguientes jugadores recibieron una invitación (wild card), por lo tanto ingresan directamente al cuadro principal (WC):
- Arthur Gea
- Manuel Guinard
- Matteo Martineau

Los siguientes jugadores ingresan al cuadro principal tras disputar el cuadro clasificatorio (Q):
- Alexis Gautier
- Calvin Hemery
- Jakub Paul
- Zsombor Piros
- Max Hans Rehberg
- Alexey Vatutin

## Campeones

### Individual Masculino
- Otto Virtanen derrotó en la final a  Benjamin Bonzi por 6–4, 4–6, 7–6(6)

### Dobles Masculino
- Nicolás Barrientos /  Skander Mansouri derrotaron en la final a  Jakub Paul /  Matěj Vocel por 7–5, 4–6, [10–5]